# Axel Jansson
Carl Axel Jansson (* 24. April 1882 in Stockholm; † 22. September 1909 ebenda) war ein schwedischer Sportschütze.

## Erfolge
Axel Jansson nahm an den Olympischen Spielen 1908 in London teil. Mit dem Freien Gewehr belegte er im Dreistellungskampf im Einzel den siebten Platz, während er mit der Mannschaft die Silbermedaille hinter Norwegen und vor Frankreich gewann. Mit 801 Punkten war Jansson der drittbeste Schütze der Mannschaft, zu der neben Jansson noch Per-Olof Arvidsson, Janne Gustafsson, Gustaf Adolf Jonsson, Claës Rundberg und Gustav-Adolf Sjöberg gehörten. Im Mannschaftswettbewerb mit dem Armeegewehr über sechs Distanzen erreichte er den fünften Rang.